# Irene Dunne
Irene Dunne, pseudonimo di Irene Marie Dunn (Louisville, 20 dicembre 1898 – Los Angeles, 4 settembre 1990), è stata un'attrice e cantante statunitense.

## Biografia
Nata da Joseph Dunn, un ispettore al servizio del governo e da Adelaide Henry, insegnante di canto e pianoforte, di loro la Dunne avrebbe scritto in seguito:
All'età di soli undici anni, nel 1909, perse il padre; la madre si trasferì nel paese natale materno, Madison, nell'Indiana insieme ad Irene e a suo fratello minore Charles. Durante questo periodo ricevette lezioni di piano e di canto dalla madre, e si esibì nei teatri locali e nei cori di chiesa fino a quando non si diplomò nel 1911.
Negli anni venti, dopo aver aggiunto una "e" al suo cognome, iniziò a esibirsi in diverse commedie musicali in tournée negli Stati Uniti fino a raggiungere Broadway dove, pur non suscitando grande clamore, ottenne ruoli di primo piano e non quelli di semplice ragazza di fila. Successivamente, durante una visita degli amici, fece un'audizione per il Chicago Musical College e vinse una borsa di studio universitaria, laureandosi ufficialmente nel 1926.
Nel 1927 si sposò con un dentista di New York il quale, dopo liti continue e furiose, la convinse a lasciare le scene e a dedicarsi alla famiglia. Ma Irene incontrò casualmente il produttore Florenz Ziegfeld, che le offrì il ruolo di Magnolia Hawks nel musical Show Boat, grazie al quale fu notata dagli agenti hollywoodiani e firmò un contratto con la RKO.
Fece il suo esordio cinematografico nel 1930 e già l'anno successivo per I pionieri del West ricevette la prima di cinque candidature al premio Oscar. Le altre sarebbero giunte in rapida successione per Theodora Goes Wild (1936), L'orribile verità (1937), Un grande amore (1939) e il melodrammatico Mamma ti ricordo (1948).

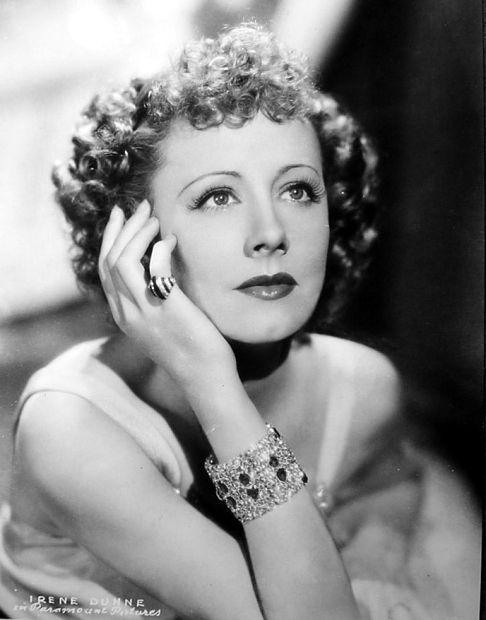
Irene Dunne nel 1937

Nel 1936 venne raggiunta a Hollywood dalla madre e dal fratello e poco tempo dopo anche dal marito. Nello stesso anno le venne proposto di interpretare il film L'adorabile nemica, ma lei si dimostrò molto titubante, pensando di non essere in grado di recitare in una commedia. Tuttavia l'apprezzamento del pubblico nei confronti della sua brillante interpretazione le permise di recitare in seguito in una serie di film di grande successo nei quali dimostrò tutta la sua bravura nel combinare eleganza e follia. Tra questi film vanno citati L'orribile verità (1937) e Le mie due mogli (1940), entrambi accanto a Cary Grant.
Pochi anni dopo si ritirò dal cinema, rifiutando proposte prestigiose come il ruolo di zia Alicia nel musical di Vincente Minnelli Gigi. Continuò comunque a lavorare saltuariamente per la televisione e la radio. Fervente attivista repubblicana e sostenitrice di molte cause benefiche, fu nominata dal presidente Eisenhower delegata speciale alle Nazioni Unite per gli USA nel 1959. Fece parte della Motion Picture Alliance for the Preservation of American Ideals, di ispirazione anticomunista.
Morì all'età di 91 anni.

## Filmografia

### Cinema
- I pionieri del West (Cimarron), regia di Wesley Ruggles (1931)
- Melodie della vita (Symphony of Six Million), regia di Gregory La Cava (1932)
- La donna proibita (Black Street), regia di John M. Stahl (1932)
- La grande menzogna (No Other Woman), regia di J. Walter Ruben (1933)
- The Silver Cord, regia di John Cromwell (1933)
- Il figlio dell'amore (The Secret of Madame Blanche), regia di Charles Brabin (1933)
- Gelosia sul palcoscenico (Sweet Adeline), regia di Mervyn LeRoy (1934)
- This Man Is Mine, regia di John Cromwell (1934)
- Stingari il bandito sentimentale (Stingaree), regia di William A. Wellman (1934)
- Roberta, regia di William A. Seiter (1935)
- Al di là delle tenebre (The Magnificent Obsession), regia di John M. Stahl (1935)
- La canzone di Magnolia (Show Boat), regia di James Whale (1936)
- L'adorabile nemica (Theodora Goes Wild), regia di Richard Boleslawski (1936)
- Sorgenti d'oro (High, Wide and Handsome), regia di Rouben Mamoulian (1937)
- L'orribile verità (The Awful Truth), regia di Leo McCarey (1937)
- Gioia d'amare (Joy of Living), regia di Tay Garnett (1938)
- Un grande amore (Love Affair), regia di Leo McCarey (1939)
- Vigilia d'amore (When Tomorrow Comes), regia di John M. Stahl (1939)
- Le mie due mogli (My Favorite Wife), regia di Garson Kanin (1940)
- Ho sognato un angelo (Penny Serenade), regia di George Stevens (1941)
- Quella notte con te (Unfinished Business), regia di Gregory La Cava (1941)
- Le stranezze di Jane Palmer (Lady in a Jam), regia di Gregory La Cava (1942)
- Joe il pilota (A Guy Named Joe), regia di Victor Fleming (1943)
- Le bianche scogliere di Dover (The White Cliffs of Dover), regia di Clarence Brown (1944)
- Ancora insieme (Together Again), regia di Charles Vidor (1944)
- Addio vent'anni (Over 21), regia di Charles Vidor (1945)
- Anna e il re del Siam (Anna and the King of Siam), regia di John Cromwell (1946)
- Vita col padre (Life with Father), regia di Michael Curtiz (1947)
- Mamma ti ricordo (I Remember Mama), regia di George Stevens (1948)
- Un monello alla corte d'Inghilterra (The Mudlark), regia di Jean Negulesco (1950)
- Che vita con un cow boy! (Never a Dull Moment), regia di George Marshall (1950)
- It Grows on Trees, regia di Arthur Lubin (1952)

### Televisione
- The Ford Television Theatre – serie TV, 4 episodi (1954-1956)
- June Allyson Show (The DuPont Show with June Allyson) – serie TV, episodio 1x03 (1959)
- General Electric Theater – serie TV, episodio 10x18 (1962)

## Doppiatrici italiane
- Renata Marini in Le mie due mogli, Joe il pilota, Le bianche scogliere di Dover, Vita col padre
- Tina Lattanzi in Ho sognato un angelo, Ancora insieme
- Lydia Simoneschi in Sorgenti d'oro, Vigilia d'amore
- Giovanna Scotto in Un monello alla corte d'Inghilterra
- Silvia Pepitoni in L'orribile verità (ridoppiaggio)
- Fabrizia Castagnoli in Un grande amore (ridoppiaggio)
- Ada Maria Serra Zanetti in Anna e il re del Siam (ridoppiaggio)
- Pinella Dragani in Mamma ti ricordo (ridoppiaggio)

## Riconoscimenti
- Premio Oscar
  - 1931 – Candidatura alla miglior attrice per I pionieri del West
  - 1937 – Candidatura alla miglior attrice per L'adorabile nemica
  - 1938 – Candidatura alla miglior attrice per L'orribile verità
  - 1940 – Candidatura alla miglior attrice per Un grande amore
  - 1949 - Candidatura alla miglior attrice per Mamma ti ricordo